# Андро де Буї (герб)
Андро де Буї (пол. Andrault de Buy) — шляхетський герб з індигенату, французького походження.

## Історія
Франсуа Андро де Буї, граф де Ланжерон, французький шляхтич, генерал німецьких військ на польській службі, отримав як винагороду за вірну службу від польського короля Яна II Казимира доповнення до свого родового гербу: білого польського орла і сніп з королівського гербу династії Ваза. Відповідний документ був опублікований 10 серпня 1658.
1752 року Іван Антонович отримав від короля Августа III посаду Київського хорунжого і право на герб Андро де Буї.

## Опис
Щит розтятий, а ліва частина перетята - в першому червоному полі половина срібного коронованого орла, який тримає золотий сніп збіжжя в правому пазурі, у другому синьому полі три семипроменеві зірки (дві над однією), третє червоне поле перетяте трьома срібними балками і скошене поверх праворуч обтяженою трьома золотими лілеями синьою балкою. Клейнод: три пера страуса. Намет: з правою сторони — червоний, підбитий сріблом, з лівої — синій, підбитий сріблом.

## Роди
Андро де Буї (Andrault de Buy), Антоновичі (Antonowicz), Богаєвські (Bogajewski).

## Відомі представники
- Антонович Володимир Боніфатійович
- Антонович Дмитро Володимирович